# Theorie van de holle Aarde
De theorie van de holle aarde is een inmiddels verouderde theorie die ervan uitging dat er de aardkern en aardmantel (grotendeels) niet bestonden, en dat de aarde in werkelijkheid hol was. De theorie was ook dat deze holle ruimte mogelijk bewoonbaar was. Deze theorie is achterhaald door bewijzen dat kern wel bestaat en het feit dat geologen beter inzicht hebben in de vorming van planeten.
De holle aarde was lange tijd een veelvoorkomend onderwerp van fictieve avonturenverhalen, legendes en folklore, zoals het boek Naar het middelpunt der aarde van Jules Verne.

## Geschiedenis

Edmund Halley's hypothese van een holle aarde

Leonhard Euler's versie van een holle aarde, met openingen bij de polen en een interne ster.

Reeds in oude tijden bestonden er theorieën en verhalen over ondergrondse rijken. Deze theorieën zijn onder andere terug te vinden in verhalen over de Griekse Hades, de Noorse Svartalfheim en de hel.
Edmond Halley kwam in 1692 met een hypothese dat de aarde bestond uit een holle schil van ongeveer 800 kilometer dik, twee interne schillen ter grootte van de planeten Venus en Mars, en een bolvormige kern ter grootte van de planeet Mercurius. Deze schillen zouden van elkaar zijn gescheiden door een eigen atmosfeer per schil, en elke schil zou zijn eigen magnetische polen hebben. Halley gebruikte deze hypothese als verklaring voor vreemde kompaslezing. Zijn theorie hield ook in dat het poollicht zou ontstaan door gas dat vanuit een van de lager gelegen schillen naar de oppervlakte ontsnapte.
De Camp en Ley beweerden in hun Lands Beyond dat Leonhard Euler ook ooit een theorie over een holle aarde zou hebben bedacht. Volgens zijn theorie was de aardkern geheel hol en niet voorzien van aparte schillen. Wel zou de kern een eigen ster bevatten. In zijn brieven aan de prinses van Anhalt-Dessau, een nichtje van Frederik de Grote, lijkt hij echter over een massieve Aarde te spreken.
In 1818 kwam John Cleves Symmes Jr. eveneens met de suggestie dat de aarde bestond uit een holle schil van 1300 kilometer dikte, met binnenin meerdere andere schillen. Hij plande al een expeditie naar de Noordpool, waar zich volgens hem een gat naar deze lager gelegen delen zou bevinden. Dit ging niet door omdat de Amerikaanse president Andrew Jackson tegen het plan was. Symmes schreef zelf nooit een boek over zijn theorie, maar veel andere auteurs bespraken zijn theorie in hun eigen werken.
Het Thule-Gesellschaft, dat goed bekend was bij Adolf Hitler, rapporteerde over Tibetaanse mythen over openingen in de aarde naar ondergronds gelegen gebieden. Er is een theorie dat Hitler zelfs een expeditie naar Antarctica had gestuurd om deze opening te vinden. Deze theorie is afkomstig van een toespraak die Dönitz in 1944 hield voor een Duitse onderzeeër.

### Hedendaagse aanhangers
Inmiddels wordt de theorie van de holle aarde door de meeste mensen gezien als niet waar, vooral daar onderzoek heeft aangetoond dat de aardkern niet hol is. Toch werd in 2005 nog een expeditie gepland door Steven Currey Expeditions om op de noordpool naar mogelijke openingen naar de binnenste aarde te zoeken.
De theorie wordt vooral nog aangehangen op grond van letterlijk uitgelegde citaten uit de Bijbel. In de theorie wordt daarbij uitgegaan van een binnenstebuiten gekeerde holle globe. De aarde is daarbij naar binnen gericht en de hemelen bevinden zich in het centrum. Daartussen draaien het heelal met zon en planeten rond. Onder de aarde bevinden zich de zeeën en het dodenrijk en daar weer onder de hel.

## Bewijzen tegen de theorie
Een van de bewijzen tegen de theorie van de holle aarde is de zwaartekracht. Als de aarde inderdaad grotendeels hol was, dan zou de planeet veel minder massa hebben en zou de zwaartekracht aan de oppervlakte veel lager zijn dan hij momenteel is. Ook zou volgens de wetten van de zwaartekracht normale materie zo'n grote holle ruimte niet kunnen ondersteunen.
Ander bewijs wordt geleverd via seismologisch onderzoek. De kern van de aarde kan worden gemeten via trillingen, meestal afkomstig van aardbevingen. Via dit onderzoek hebben geologen in de loop der jaren een goed beeld gekregen van de structuur van de mantel en kern van de aarde. Een holle aarde zou zich seismologisch gezien heel anders gedragen dan wat tot dusver is waargenomen.
Visuele waarnemingen van de kern van de aarde gaan momenteel niet verder dan 12,3 kilometer diepte. Dat is de diepte van het SG-3 boorgat, het diepste boorgat ooit gemaakt.

## Concaaf holle aarde

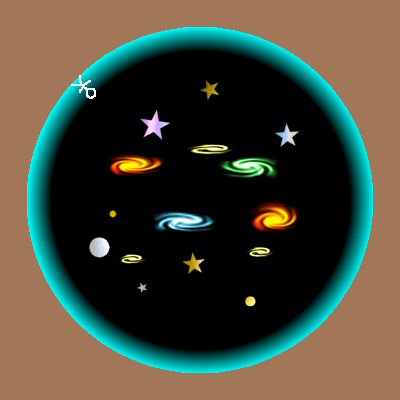
Voorbeeld van een concaaf holle Aarde.

Een variant op de theorie van de holle aarde is dat het universum, of in elk geval het sterrenstelsel waar de aarde toe behoort, zelf binnenin een holle wereld ligt. Dit idee wordt ook wel concaaf holle aarde genoemd.
In 1869 kwam Cyrus Teed, een excentrieke dokter uit New York, al met een theorie over een concaaf holle aarde. Hij richtte een sekte genaamd de Koreshan Unity op rondom deze theorie.

## Holle aarde in fictie
Het idee van een holle aarde of een ondergronds rijk heeft jarenlang auteurs geïnspireerd. Ook in veel films komt het idee voor. Een paar voorbeelden:
- Edgar Allan Poe gebruikte het idee voor zijn roman Het reisverhaal van Arthur Gordon Pym uit 1838
- Jules Verne gebruikte het idee voor zijn roman Naar het middelpunt der aarde. Dit boek is meerdere malen verfilmd.
- Veel pulpschrijvers maakten gebruik van de theorie voor hun verhalen.
- De roman Indiana Jones and the Hollow Earth van Max McCoy (1997) speelt niet alleen in op de theorie van de holle aarde, maar ook dat zich onder de aarde een geavanceerde beschaving zou kunnen bevinden.
- Het stripverhaal Het Raadsel van Atlantis van Edgar P. Jacobs toont het avontuur van Francis Blake en Philip Mortimer in het zich onderaards bevindende rijk Atlantis.
- De stripverhalen Trio in het onbekende en Vulcanus' smidse van Roger Leloup tonen de avonturen van Yoko Tsuno in een hoogontwikkelde onderaardse maatschappij, in stand gehouden door een buitenaardse beschaving, afkomstig van de extragalactische planeet Vinea.
- In het stripverhaal Operatie zwarte ruiter van Henri Vernes belanden Bob Morane en Bill Ballantine in een onderaards hoofdkwartier van een uitstervende buitenaardse beschaving, waar beide vrienden, dankzij de technologie van de buitenaardsen, superkrachten ontwikkelen.
- In het stripverhaal Het zesde continent van Greg en Eddy Paape worden Luc Orient en zijn vrienden gevangen genomen in een onderaardse mierenkolonie, bevolkt door op elkaar lijkende blonde mensen die zich als werkende mieren gedragen.
- De film The Mole People uit 1956 maakt gebruik van de theorie.
- De theorie is de basis voor het rollenspel Hollow Earth Expedition.
- In de film Kong: Skull Island uit 2017 worden verschillende referenties gemaakt naar de holle aarde theorie.

De concaaf holle aarde-theorie is minder bekend. Een mogelijk hierop gebaseerd scenario wordt echter gezien in de film Men in Black. Centraal in deze film staat een glazen hanger waarin zich een compleet sterrenstelsel bevindt. Aan het eind van de film blijkt tevens dat het sterrenstelsel van de aarde zich binnen een glazen bol bevindt, waar een buitenaards figuur een soort knikkerspel mee speelt.